# Bujunda
Bujunda (ros. Буюнда) – rzeka w azjatyckiej części Rosji, w obwodzie magadańskim; prawy dopływ Kołymy. Długość 434 km, powierzchnia dorzecza 24 800 km².
Źródła w Górach Kołymskich, płynie w kierunku północnym, ma charakter rzeki górskiej, w górnym i środkowym biegu liczne progi, w dolnym biegu płynie, meandrując przez zabagnioną dolinę; uchodzi do Kołymy ok. 40 km powyżej Sejmczanu.
Zasilanie śniegowo-deszczowe; zamarza od października do maja.